# Lymantriades
Lymantriades är ett släkte av fjärilar. Lymantriades ingår i familjen tofsspinnare.

## Dottertaxa tillLymantriades, i alfabetisk ordning[1]
- Lymantriades baruensis
- Lymantriades mimetica
- Lymantriades obliqualinea
- Lymantriades ratovosoni
- Lymantriades siccimana
- Lymantriades tjamba
- Lymantriades uniformis
- Lymantriades unimacula
- Lymantriades unipuncta
- Lymantriades urocoma
- Lymantriades usukia
- Lymantriades utilis
- Lymantriades vagans
- Lymantriades vanroesseli
- Lymantriades varia
- Lymantriades varians
- Lymantriades variegata
- Lymantriades venosa
- Lymantriades wilemani
- Lymantriades virginea
- Lymantriades virgo
- Lymantriades viridoculata
- Lymantriades xanthoceps
- Lymantriades xanthomelaena
- Lymantriades xanthopoda
- Lymantriades xanthosoma
- Lymantriades xanthosticta
- Lymantriades xanthura
- Lymantriades xanthypopteros
- Lymantriades xutha
- Lymantriades xuthoaria
- Lymantriades xuthocloea
- Lymantriades xuthonepha
- Lymantriades xuthoptera
- Lymantriades xuthosterna
- Lymantriades yulei
- Lymantriades yunnana
- Lymantriades zorodes